# Yeniyıldız, Niğde
Yeniyıldız là một xã thuộc huyện Ulukışla, tỉnh Niğde, Thổ Nhĩ Kỳ. Dân số thời điểm năm 2011 là 1136 người.